# Louise van Sleeswijk-Holstein-Sonderburg-Augustenburg

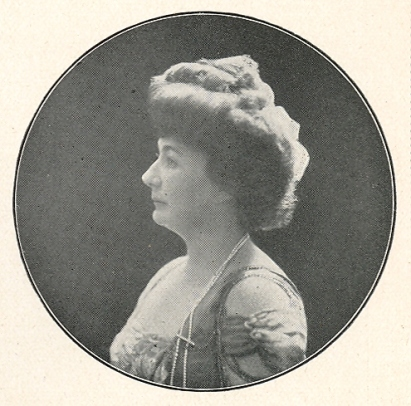
Louise van Sleeswijk-Holstein-Sonderburg-Augustenburg

Feodora Louisa Sophie Adelheid Henriette Amalie, kortweg Louise, prinses van Sleeswijk-Holstein-Sonderburg-Augustenburg (Kiel, 8 april 1866 — Bad Nauheim, 28 april 1952) was, door haar huwelijk met Frederik Leopold van Pruisen (Huis Hohenzollern), prinses van Pruisen.
Zij groeide op aan het hertogelijk hof van haar vader Frederik van Sleeswijk-Holstein-Sonderburg-Augustenburg en haar moeder Adelheid van Hohenlohe-Langenburg. Het was duidelijk, na de Tweede Duits-Deense oorlog, dat haar vader alle plannen voor zijn hertogdom Sleeswijk-Holstein kon opbergen. Pruisen was de nieuwe machthebber. Zij leefde met haar gevluchte familie in Gotha. Haar zus Augusta trouwde met de Duitse keizer Wilhelm II (1881).

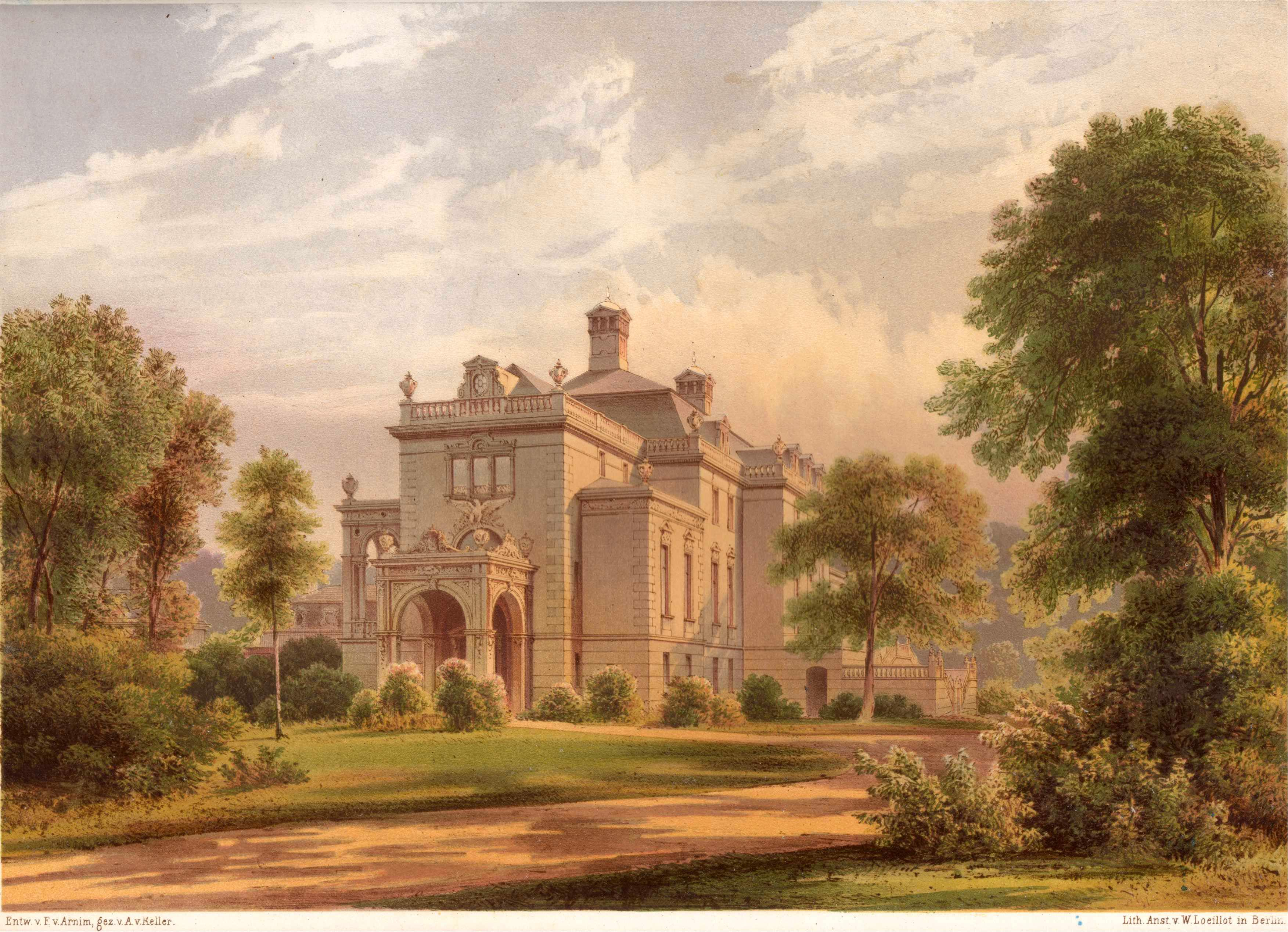
Jachtpaviljoen van het Glienicke paleis

In 1889 huwde Louise met prins Frederik Leopold van Pruisen. Het koppel leefde vaak op het Glienicke paleis bij Berlijn. Louise was regelmatig hofdame van haar zus Augusta. De officiële taken van de Louise en Frederik Leopold verminderden door de financiële put van haar man en de ruzies met de Duitse keizer. Het koppel kon niet meer leven in het paleis en woonde op het jachtslot, een van de vele bijgebouwen van het domein. Op een winterdag in 1896 zakten Louise en haar hofdame door het ijs van de paleisvijver. Keizer Wilhelm II was razend op zijn schoonbroer Frederik Leopold omwille van diens onverschilligheid voor dit ongeluk. Pruisische militairen zetten vervolgens Frederik Leopold twee weken op kamerarrest in het kasteel Glienicke.
Het koppel had vier kinderen:
- Victoria, gehuwd met Hendrik XXXIII van Reuss-Köstritz
- Frederik Sigismund (1891-1927), gehuwd met Marie van Schaumburg-Lippe
- Frederik Karel (1893-1917)
- Frederik Leopold junior (1895–1959)

Zij overleefde haar man en drie van haar kinderen. Zelf stierf ze in een villa in Bad Neuheim in 1952.
- Gemeinsame Normdatei: 10144088X
- Nederlandse Thesaurus van Auteursnamen: 07016777X
- Istituto Centrale per il Catalogo Unico: MUSV039810
- Virtual International Authority File: 98020000
- WorldCat: E39PBJq6WkJqtT7xXQyH48VQv3